# 1º Concorso Internazionale di Chopin su strumenti d'epoca
Il 1º Concorso Internazionale di Chopin su strumenti d'epoca è stato organizzato dal Fryderyk Chopin Institute e si è tenuto dal 2 al 14 settembre 2018 a Varsavia. 30 pianisti provenienti da 9 paesi sono stati invitati a partecipare al concorso. Il concorso è stato vinto dal polacco Tomasz Ritter.

## Strumenti
L'idea del concorso è quella di eseguire la musica di Chopin sugli strumenti per cui è stata composta. I pianisti hanno potuto scegliere il pianoforte da suonare durante il concorso fra tre originali restaurati e due copie moderne. A differenza del tradizionale Concorso Internazionale Chopin, nel concorso Chopin sugli strumenti storici i pianisti eseguivano singoli brani su vari strumenti.